# Engines of Creation
Engines of Creation is het achtste muziekalbum van de Zweedse band Galleon. Na hun tour-de-force From land to ocean had Galleon tijd nodig om te herstellen. Het vorige album had alle energie en compositiewil opgeslokt. Het daaropvolgende album werd al begin 2007 aangekondigd; het zou uiteindelijk pas in de herfst verschijnen. Bij uitkomst van het album blijkt de originele drummer van de band Dan Fors zijn stokken in de wilgen gehangen te hebben. Het album klinkt wat steviger dan zijn voorganger.

## Musici
- Göran Fors – basgitaar en zang
- Ulf Pettersson – toetsinstrumenten
- Sven Larsson – gitaar
- Göran Johnsson – slagwerk

met
- Tanja Hedlund - zang

## Muziek
Alle muziek door Galleon; teksten door Göran Fors.

| Nr. | Titel                                 | Duur |
| --- | ------------------------------------- | ---- |
| 1.  | A.I. (instrumentaal)                  | 1:38 |
| 2.  | The assemblers                        | 5:45 |
| 3.  | Signals                               | 4:21 |
| 4.  | Engines of creation                   | 7:04 |
| 5.  | State insane                          | 6:08 |
| 6.  | Fog city                              | 5:10 |
| 7.  | The Cinnamon Hideaway (instrumentaal) | 2:04 |
| 8.  | Men and monsters                      | 9:44 |
| 9.  | Machine mother                        | 6:21 |
| 10. | Lightworks                            | 9:12 |